# Lodewijk van Bourbon-Soissons
Lodewijk van Bourbon-Soissons (Parijs, 1 mei 1604 – La Marfée, 6 juli 1641) was van 1612 tot aan zijn dood graaf van Soissons, Dreux en Clermont en heer van Condé, van 1612 tot aan zijn dood grootmeester van Frankrijk en gouverneur van de Dauphiné en van 1631 tot aan zijn dood gouverneur van Champagne en Brie. Hij behoorde tot het huis Bourbon. 

## Levensloop
Lodewijk was de enige zoon van graaf Karel van Bourbon-Soissons en diens echtgenote Anna van Montafié, gravin van Clermont. Tot aan de dood van zijn vader in 1612 droeg de titel van hertog van Enghien. Dat jaar volgde hij zijn vader op als graaf van Soissons, Dreux en Clermont, heer van Condé, grootmeester van Frankrijk en gouverneur van de Dauphiné. Op 31 december 1619 werd hij op vijftienjarige leeftijd opgenomen in de Orde van Sint-Michiel.
Bij de rivaliteiten tussen Lodewijk XIII van Frankrijk, zijn moeder Maria de' Medici en de kardinaal de Richelieu koos Lodewijk de zijde van de koningin-moeder. Nadat moeder en zoon zich verzoend hadden, vervoegde Lodewijk opnieuw het koninklijk leger. In april 1622 nam hij deel aan de Slag bij Riez, tijdens een veldtocht van Lodewijk XIII tegen de hugenoten.
Enige tijd hoopte Lodewijk te huwen met een zus van Lodewijk XIII, Henriëtta Maria, die uiteindelijk huwde met koning Karel I van Engeland. Vervolgens richtte hij zijn oog op hertogin Maria van Bourbon-Montpensier, maar die werd op aangeven van Richelieu uitgehuwelijkt aan de broer van Lodewijk XIII, Gaston van Orléans. Het was om deze reden dat Lodewijk Richelieu voor de rest van zijn leven zou haten. Samen met Gaston, die niet met Maria wilde huwen, Maria van Rohan-Montbazon, hertogin van Chevreuse, en haar minnaar Hendrik van Talleyrand-Périgord, graaf van Chalais, plande Lodewijk een moordcomplot tegen Richelieu om het huwelijk tegen te houden, maar dit ging uiteindelijk niet door.
Richelieu wilde de familie Bourbon-Condé nauwer aan het koningshuis binden, waar Lodewijk in 1631 benoemd werd tot gouverneur van Champagne en Brie. Ook bood hij Lodewijk aan om te huwen met zijn nicht Marie Madeleine van Vignerod, maar dit werd door Lodewijk geweigerd. De volgende jaren diende hij opnieuw als legeraanvoerder in het Franse koninklijk leger. In deze functie kon hij in november 1636 de gemeente Corbie bevrijden, die sinds augustus van dat jaar bezet werd door Spaanse troepen.
Hetzelfde jaar organiseerde hij samen met Gaston van Orléans en Claude van Bourdeille, graaf van Montrésor, opnieuw een moordcomplot op Richelieu. Het moordcomplot mislukte echter en werd ontdekt, waarna Lodewijk in september 1636 naar Sedan vluchtte om onder te duiken bij Frederik Maurits de La Tour d'Auvergne, hertog van Bouillon. Van daaruit voerde hij militaire aanvallen tegen Richelieu, ondersteund door Spanje. In juli 1641 won dat leger in de Slag bij La Marfée nabij Sedan van Gaspard III de Coligny, die het Franse leger aanvoerde. Lodewijk kwam tijdens deze veldslag in onduidelijke omstandigheden door een pistoolschot om het leven. Het is niet duidelijk of hij tijdens deze veldslag sneuvelde, per ongeluk zichzelf doodschoot of door een moordaanslag stierf. 
Lodewijk werd bijgezet in het kartuizersklooster Nôtre Dame de Bonne-Espérance in Aubevoye, nabij Gaillon. Zijn zus Maria en haar echtgenoot Thomas Frans van Savoye-Carignano. Lodewijk was ongehuwd en kinderloos gebleven, maar kreeg met Elisabeth des Hayes wel een buitenechtelijke zoon:
- Lodewijk Hendrik (1640-1703), prins van Neufchâtel en Valangin en graaf van Noyers en Dunois